# Lista de unidades federativas do Brasil por expectativa de vida
| > 80 79 – 78 77 – 76 | 75 – 74 73 – 72 < 72 |

Mapa brasileiro da longevidade em 2020.

Esta é a lista de unidades federativas do Brasil por expectativa de vida. Os dados estão de acordo com estatísticas divulgadas pelo Instituto Brasileiro de Geografia e Estatística (IBGE), referentes ao ano de 2017.
Segundo o IBGE, no ano de 2019, a unidade federativa com a maior  expectativa de vida era Santa Catarina, cujo índice era de 79,9 anos de idade, seguida por Espírito Santo (79,1 anos), Distrito Federal e São Paulo, ambas com 78,9 anos. O Maranhão era o estado com o menor valor (71,4 anos), seguido por Piauí (71,6 anos) e Rondônia (71,9 anos). Entre as regiões do país, a Região Sul tinha a maior expectativa de vida e a Região Norte a menor.
A expectativa de vida, em  2019, era de 76,6 anos em média, porém com grandes variações regionais e entre os sexos. As mulheres vivem, em média, 7,1 anos a mais que os homens. Essa disparidade entre os gêneros varia entre as unidades federativas: as mais altas são encontradas em Alagoas (9,6 anos), Bahia (9,2 anos) e Sergipe (8,5 anos), enquanto as mais baixas estão nos estados de Roraima (5,1 anos), Amapá (5,3 anos) e Minas Gerais (5,8 anos). Em virtude disso, o ranking dos estados por expectativa de vida pode apresentar posições bastante distintas entre os sexos. Enquanto as alagoanas e as baianas ficam, respectivamente, nas 21ª e 11ª posições, os homens alagoanos e os baianos ficam nas 26ª e 20ª posições.
Nas últimas décadas houve uma evolução positiva dos indicadores sociais do país, sendo que a expectativa de vida após o nascimento relaciona-se a índices como saúde, educação, situação socioeconômica, criminalidade e poluição.

## Expectativa de vida em 2020
| Posição | Unidade Federativa  | Índice total | Homem | Mulher |
| ------- | ------------------- | ------------ | ----- | ------ |
| 1       | Santa Catarina      | 80,4         | 77,2  | 83,7   |
| 2       | Espírito Santo      | 79,5         | 75,8  | 83,4   |
| 3       | São Paulo           | 79,3         | 76,3  | 82,1   |
| 4       | Distrito Federal    | 79,3         | 75,6  | 82,5   |
| 5       | Rio Grande do Sul   | 79,0         | 75,7  | 82,5   |
| 6       | Paraná              | 78,4         | 75,8  | 81,9   |
| 7       | Minas Gerais        | 78,4         | 75,6  | 81,2   |
| 8       | Rio de Janeiro      | 77,5         | 74,2  | 80,5   |
| 9       | Rio Grande do Norte | 76,7         | 72,8  | 80,7   |
| 10      | Mato Grosso do Sul  | 76,7         | 73,3  | 80,3   |
| 11      | Pernambuco          | 75,6         | 71,9  | 79,1   |
| 12      | Mato Grosso         | 75,3         | 72,3  | 78,9   |
| 13      | Acre                | 75,3         | 72,1  | 78,8   |
| 14      | Amapá               | 75,0         | 72,6  | 77,7   |
| 15      | Goiás               | 74,9         | 71,8  | 78,3   |
| 16      | Ceará               | 74,8         | 70,9  | 78,8   |
| 17      | Tocantins           | 74,6         | 71,6  | 77,9   |
| 18      | Paraíba             | 74,6         | 70,3  | 78,4   |
| 19      | Bahia               | 74,5         | 70,5  | 79,3   |
| 20      | Sergipe             | 73,8         | 69,6  | 78,1   |
| 21      | Alagoas             | 73,3         | 68,5  | 78,0   |
| 22      | Amazonas            | 73,0         | 69,6  | 76,7   |
| 23      | Pará                | 73,0         | 69,1  | 77,3   |
| 24      | Roraima             | 72,9         | 70,6  | 75,5   |
| 25      | Rondônia            | 72,2         | 69,1  | 75,8   |
| 26      | Maranhão            | 71,9         | 68,2  | 75,8   |
| 27      | Piauí               | 71,9         | 67,6  | 76,3   |
| -       | Brasil              | 76,9         | 73,5  | 80,4   |

## Unidades federativas do Brasil por expectativa de vida
| Unidade federativa  | Ambos os sexos | Pos. | País comparável | Homens    | Pos. | Mulheres  | Pos. |
| ------------------- | -------------- | ---- | --------------- | --------- | ---- | --------- | ---- |
| Santa Catarina      | 79,4 anos      | 1    | Brunei          | 76,1 anos | 1    | 82,7 anos | 1    |
| Espírito Santo      | 78,5 anos      | 2    | Curação         | 74,6 anos | 4    | 82,5 anos | 2    |
| Distrito Federal    | 78,4 anos      | 3    | Albânia         | 74,7 anos | 3    | 81,7 anos | 3    |
| São Paulo           | 78,4 anos      | 4    | Albânia         | 75,3 anos | 2    | 81,3 anos | 4    |
| Rio Grande do Sul   | 78,0 anos      | 5    | Panamá          | 74,6 anos | 5    | 81,3 anos | 5    |
| Minas Gerais        | 77,5 anos      | 6    | Uruguai         | 74,6 anos | 6    | 80,4 anos | 7    |
| Paraná              | 77,4 anos      | 7    | Maldivas        | 74,0 anos | 7    | 80,8 anos | 6    |
| Rio de Janeiro      | 76,5 anos      | 8    | Hungria         | 73,0 anos | 8    | 79,7 anos | 9    |
| Rio Grande do Norte | 76,0 anos      | 9    | Aruba           | 72,0 anos | 10   | 80,0 anos | 8    |
| Mato Grosso do Sul  | 75,8 anos      | 10   | Macedônia       | 72,4 anos | 9    | 79,5 anos | 10   |
| Mato Grosso         | 74,5 anos      | 11   | Letônia         | 71,4 anos | 12   | 78,1 anos | 13   |
| Goiás               | 74,3 anos      | 12   | Bulgária        | 71,2 anos | 13   | 77,7 anos | 16   |
| Pernambuco          | 74,3 anos      | 13   | Bulgária        | 70,4 anos | 16   | 78,1 anos | 14   |
| Acre                | 74,2 anos      | 14   | Samoa           | 71,0 anos | 14   | 77,8 anos | 15   |
| Amapá               | 74,2 anos      | 15   | Samoa           | 71,6 anos | 11   | 76,9 anos | 20   |
| Ceará               | 74,1 anos      | 16   | Tonga           | 70,1 anos | 17   | 78,1 anos | 12   |
| Tocantins           | 73,7 anos      | 17   | Lituânia        | 70,7 anos | 15   | 77,0 anos | 19   |
| Bahia               | 73,7 anos      | 18   | Lituânia        | 69,3 anos | 20   | 78,4 anos | 11   |
| Paraíba             | 73,5 anos      | 19   | Azerbaijão      | 69,6 anos | 18   | 77,4 anos | 17   |
| Sergipe             | 72,9 anos      | 20   | Bielorrússia    | 68,7 anos | 22   | 77,2 anos | 18   |
| Pará                | 72,3 anos      | 21   | Guatemala       | 68,6 anos | 23   | 76,5 anos | 22   |
| Amazonas            | 72,1 anos      | 22   | Líbia           | 68,9 anos | 21   | 75,8 anos | 23   |
| Alagoas             | 72,0 anos      | 23   | Moldávia        | 67,2 anos | 25   | 76,8 anos | 21   |
| Roraima             | 71,8 anos      | 24   | Egito           | 69,4 anos | 19   | 74,6 anos | 27   |
| Rondônia            | 71,5 anos      | 25   | Suriname        | 68,4 anos | 24   | 75,1 anos | 25   |
| Piauí               | 71,2 anos      | 26   | Ucrânia         | 67,1 anos | 26   | 75,5 anos | 24   |
| Maranhão            | 70,9 anos      | 27   | Cazaquistão     | 67,1 anos | 27   | 74,8 anos | 26   |